# 6001 Thales
6001 Thales este o planetă minoră (asteroid), cu un diametru de 8,575 km, din centura de asteroizi. A fost descoperită pe 11 februarie 1988 la Observatorul La Silla de Eric Walter Elst și a fost numită după Thales din Milet. 
Obiectul prezintă o orbită caracterizată de o semiaxă mare de 2,8561074 UAi, o excentricitate de 0,0546, o înclinație de 3,00385 ° în raport cu ecliptica.